# Rhenus Maritime Services
Die Reederei Rhenus Maritime Services GmbH (RMS), bis 2012 Rhein-, Maas- und See-Schiffahrtskontor GmbH, ist eine Tochtergesellschaft des Logistik- und Transportunternehmens Rhenus. Das Unternehmen gehört zu den größten Anbietern im Transport nicht-containerisierter Ladung in der europäischen Fluss-Seeschifffahrt.

## Beschreibung

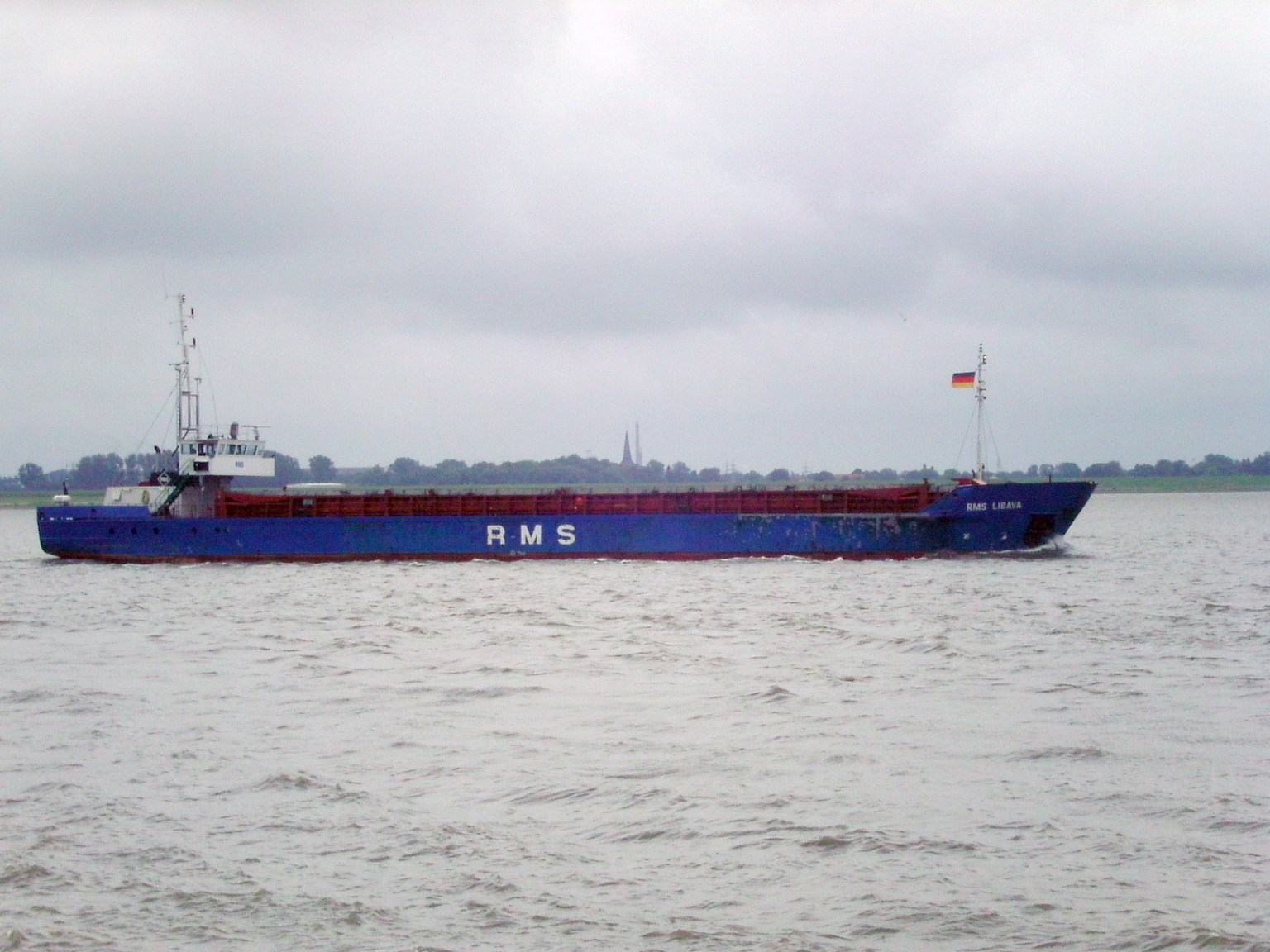
Die RMS Libava

Das Rhein-, Maas- und See-Schiffahrtskontor wurde 1948 gegründet und arbeitet unter anderem als Reederei, in der Befrachtung und als Schiffsmaklerei. Das Hauptarbeitsgebiet des Unternehmens sind Kurzstrecken-Liniendienste in der europäischen Küstenschifffahrt. Das Unternehmen begann zunächst mit der Befrachtung und Schiffsmaklerei für die Fluss-Seeschifffahrt. In den 1950er Jahren begann eine Umbruchphase, bei dem kleinere und eignergeführte Schiffe dieses Fahrtgebiet verließen, während die flexibler organisierte RMS mit ihrer breit gefächerten Kapitalbindung seit den 1960er Jahren Liniendienste nach Großbritannien und Irland aufbaute. Dem bis in die 1970er Jahre anhaltenden Strukturwandel dieses Segments, dem auch lange in der Englandfahrt arbeitende Reedereien, wie beispielsweise A. Kirsten, weichen mussten, begegnete RMS durch den Ausbau von Direktverkehren und die Konzentration auf Verkehre mit spezialisierten Schiffen (z. B. für die Stahl- oder Zellulosefahrt), die höhere Frachtraten erwirtschafteten. In den folgenden Jahren kamen Dienste nach Skandinavien, Russland und zur Iberischen Halbinsel hinzu und ab der ersten Hälfte der 1980er Jahre begann die RMS, eigene Schiffe zu bereedern. Heute betreibt RMS rund 15 bis 20 eigene sowie mehrere längerfristig gecharterte Schiffe (2013: 63 Einheiten) mit Tragfähigkeiten zwischen 1200 und 4000 Tonnen, wobei die Flotte ausschließlich aus Fluss-Seeschiffen besteht. Es werden rund vier Millionen Tonnen pro Jahr transportiert und ein Umsatz von rund 95 Millionen Euro erzielt (2009). Rund 30 % der transportierten Menge sind Stahlladungen. Daneben bilden Nichteisenmetalle, Holz, Zellulose und Mineralien größere Transportanteile. Darüber hinaus führt das Unternehmen auch weltweite Befrachtung durch und bietet weitergehende Tür-zu-Tür-Dienste an, bei denen der komplette Transport organisiert wird. Am Hauptsitz in Duisburg sowie weiteren deutschen Niederlassungen in Hamburg und Bremen und Büros in mehreren europäischen Ländern werden etwa 100 Mitarbeiter beschäftigt.
Im Jahr 2004 erwarb Rhenus ein Viertel der Unternehmensanteile, 2007 folgte die komplette Übernahme. 2012 änderte man den Namen unter Beibehaltung des angestammten Kürzels RMS. Das Unternehmen ist Mitglied im ShortSeaShipping Inland Waterway Promotion Center.
Anfang 2021 übernahm RMS 60 % der Anteile an Arkon Shipping mit Schwerpunkt auf Projekt- und Schwergut-Schifffahrt, die restlichen 40 % blieben beim Mitgründer und Geschäftsführer Thomas Cord. Der Firmensitz von Arkon wechselt von Haren (Ems) nach Hamburg und firmiert nun als RMS Projects.